# Kulojärvi (sjö i Finland, Lappland)
Kulojärvi är en sjö i Finland. Den ligger i kommunen Posio i landskapet Lappland, i den norra delen av landet, 700 km norr om huvudstaden Helsingfors. Kulojärvi ligger 234,5 meter över havet. Den är 4,8 meter djup. Arean är 1,68 kvadratkilometer och strandlinjen är 9,22 kilometer lång. Sjön  ingår i Ijo älvs huvudavrinningsområde.   Den ligger vid sjön Lipiajärvi. 
I övrigt finns följande vid Kulojärvi:
- Lipiajärvi (en sjö)